# Brae
Brae es una aldea británica que se encuentra en isla Mainland de las islas Shetland en Escocia. Cuenta con una población de 660 habitantes.
Está situada en el extremo noreste de Busta Voe, en el estrecho istmo que separa la isla principal, Mainland Island, de Northmavine. Tradicionalmente una aldea de pescadores, que en la década de 1970 creció rápidamente gracias a la construcción de la terminal petrolífera de Sullom Voe, uniéndola con la cercana aldea de Northbrae.
La carretera A970 conecta Lerwick y Northmavine y forma la calle mayor de Brae. La policía de Brae, el parque de bomberos, las escuelas, y el servicio de dispensario del servicio de salud del norte de la isla han quedado centralizados en esta localidad.

## Etimología
Brae es la palabra escocesa para definir una cuesta o el frente de una colina costera. En el dialecto de Shetland tienen un significado diferente; procedente de breiðr, palabra del viejo escandinavo que significa «ancho». La aldea puede tomar su nombre del istmo entre Sullom Voe y Busta Voe en oposición al estrecho más estrecho que se encuentra un poco más al norte de Mavis Muele. Alternativamente el nombre Brae puede significar «una cuesta al mar», del gaélico escocés, o Gàidhlig.